# Switanok (Riwne)
Switanok (ukrainisch Світанок; russisch Свитанок Switanok, polnisch Błudów) ist ein Dorf und das administrative Zentrum der gleichnamigen Landratsgemeinde in der ukrainischen Oblast Riwne mit etwa 800 Einwohnern (2004).

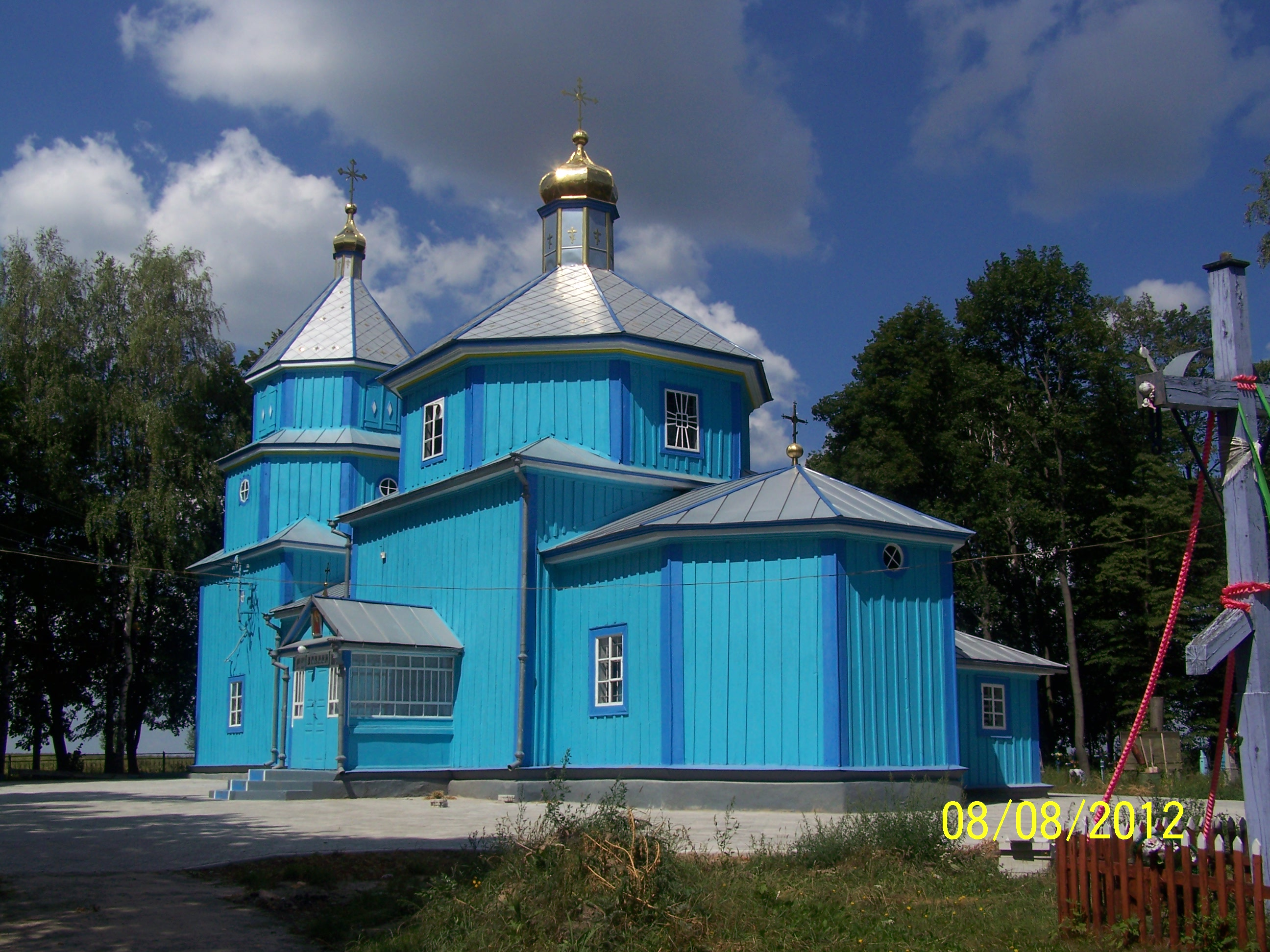
Holzkirche aus dem 17. Jahrhundert im Dorf

Das Dorf liegt im Rajon Riwne nördlich der Fernstraße M 06/E 40 an der Territorialstraße T–18–12 etwa 30 km westlich vom ehemaligen Rajonzentrum Korez und 44 km östlich vom Oblastzentrum Riwne.
Der Ort wurde 1445 zum ersten Mal schriftlich erwähnt und lag bis zur Zweiten Polnischen Teilung 1793 in der Woiwodschaft Wolhynien. Danach kam es zu Russland und lag bis 1918 im Gouvernement Wolhynien. Zwischen 1920 und 1939 war Switanok unter dem polnischen Namen Błudów ein Teil der Polen und lag in der Woiwodschaft Wolhynien, Powiat Równe, Gmina Hoszcza. Nach der Besetzung durch die Sowjetunion im September 1939 wurde der Ort in die Ukrainische SSR eingegliedert, wurde im Sommer 1941 durch Deutschland besetzt und kam nach dem Zweiten Weltkrieg wieder zur Sowjetunion. Hier trug er bis 1963 den Namen Bludiw/Блудів, seit 1991 ist er ein Teil der heutigen Ukraine.
Am 12. Juni 2020 wurde das Dorf ein Teil neu gegründeten Landgemeinde Welyki Meschyritschi, bis dahin bildete es zusammen mit den Dörfern Bokschyn (Бокшин) und Braniw (Бранів) die Landratsgemeinde Switanok (Світанівська сільська рада/Switaniwska silska rada) im Westen des Rajons Korez.
Am 17. Juli 2020 wurde der Ort Teil des Rajons Riwne.